# (22384) 1994 EZ6
1994 إي زد 6 (ويعرف أيضًا باسم (22384) 1994 إي زد 6 وفق تسمية الكوكب الصغير) (بالإنجليزية: 1994 EZ6)‏ هو كويكب ضمن حزام الكويكبات؛ وترتيبه 22384 من حيث الاكتشاف.
اكتُشف هذا الجُرم الفلكي بواسطة إيريك والتر إلست في 9 مارس 1994.

## وصلات خارجية
- (22384) 1994 EZ6 في قاعدة بيانات مختبر الدفع النفاث لأجرام النظام الشمسي الصغيرة

- الاكتشاف · مخطط المدار ·  العناصر المدارية · المعلمات المادية

- (22384) 1994 EZ6 على موقع ويكي سكاي: DSS2, SDSS, GALEX, IRAS, Hydrogen α, X-Ray, Astrophoto, Sky Map, Articles and images